# رشته‌کوه استانووی

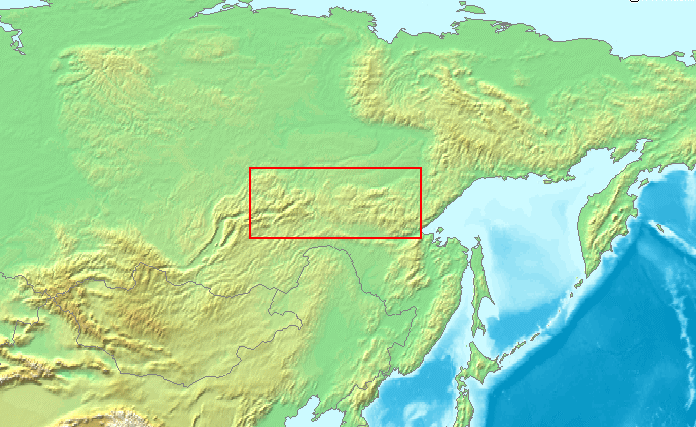
رشته‌کوه استانُووُی بخش شرقی سرزمین مرتفعی است که از دریاچه بایکال تا اقیانوس آرام ادامه دارد.

رشته‌کوه استانُووُی (روسی: Станово́й хребе́т) یا کوهستان خِنگان بیرونی، که در مغولی به آن سوک‌بایاتر (سوق‌بهادُر) هم می‌گویند، رشته‌کوهی است در بخش جنوب شرقی خاور دور روسیه.
این رشته‌کوه بیش از ۹۰۰ کیلومتر درازا دارد و از جنوب غربی تا شمال شرقی امتداد می‌یابد. مسیر آن از رود اولیوکما در غرب تا رود اوچور یعنی تقریباً تا دریای اختسک در سمت شرق است.
رشته‌کوه استانووی حوضه آبریز اقیانوس منجمد شمالی را (از طریق لنا) از حوضه آبریز اقیانوس آرام (از طریق آمور) جدا می‌کند. به همین دلیل، این رشته‌کوه از سال ۱۶۸۹ (بر طبق پیمان نرچینسک) تا ۱۸۵۸ (بر طبق پیمان آیگون) مرز بین روسیه و چین را تشکیل می‌داد.
رشته‌کوه استانووی حدود ۷۲۵ کیلومتر طول دارد و بلندترین نقطه آن کوه اسکالیستی با ۲۴۸۲ متر (۸٬۱۴۳ فوت) ارتفاع است. این کوهستان دارای یخچال‌های طبیعی بسیاری است که سرچشمه‌های اصلی رودخانه لنا هستند.
کوهستان یابلونووی را می‌توان به عنوان امتداد جنوب غربی استانووی در نظر گرفت. پیش از قرن بیستم، نام استانووی گاه به کوهستانی نسبتاً افسانه‌ای در امتداد کرانه باختری دریای اختسک اشاره داشت.